# Leucochrysa platyptera
Leucochrysa platyptera är en insektsart som beskrevs av Gerstaecker 1888. Leucochrysa platyptera ingår i släktet Leucochrysa och familjen guldögonsländor. Inga underarter finns listade i Catalogue of Life.